# 핌시리 시리깨오
핌시리 시리깨오(태국어: พิมศิริ ศิริแก้ว, 1990년 4월 25일~)는 태국의 역도 선수이다. 2012년 하계 올림픽과 2016년 하계 올림픽에서 여자 라이트급 종목 은메달을 획득했으며 세계 선수권 대회에서 동메달 1개를 획득했다. 